# 石屋川站
石屋川站（日语：／ Ishiyagawa eki */?）是位於兵庫縣神戶市東灘區御影石町二丁目，阪神電氣鐵道本線的車站。車站編號為「HS26」。

## 歷史
- 1905年（明治38年）4月12日：阪神本線開通，此站啟用[1]。
- 1995年（平成7年）
  - 1月17日：發生阪神大地震，阪神本線停運，此站暫停營業。[1]鄰近此站的石屋川車廠受到較大損傷[1]。
  - 2月7日：石屋川車廠內受損的車輛開始撤走。
  - 6月26日：御影站至西灘站之間重開（阪神本線全線重開）[2]。
- 1996年（平成8年）3月20日：重建石屋川車廠[2]。
- 2009年（平成21年）3月19日：本線不再有準急班次，此站再沒有優等列車（日语：優等列車）停站。
- 2014年（平成26年）4月1日：引入車站編號[3][4]。

## 車站構造
車站是一座建設於路堤上的高架車站，設有1面2線的島式月台。在三宮一方設有單向渡線和石屋川車廠。車站閘口位於地面1處。在第2層月台部分跨越石屋川。在阪神本線車站中，只有此站和元町站設有1面2線的島式月台（截至2018年11月）。
在發生阪神大地震前，此站曾經設有2面2線的相對式月台。在月台南邊設有石屋川車廠的留置線。在發生地震前，留置線延伸至御影站。

### 月台
| 月台 | 路線 | 上下行 | 方向                               |
| ---- | ---- | ------ | ---------------------------------- |
| 1    | 本線 | 上行   | 尼崎、大阪（梅田）、難波、奈良方向 |
| 2    | 本線 | 下行   | 神戶（三宮）、姬路方向             |

在站內沒有標記月台編號。在官方網站的站內圖、「阪神App」中設有標示月台編號，上行方向為1號月台，下行方向為2號月台。月台只可容納6卡19m級阪神車輛（全長120米），現時在時間表上並沒有6卡編成的營業列車停站。而6卡21m級的近畿日本鐵道車輛不可停站。
| ← 本線 : 梅田方向 | 配線図 | → 本線 : 三宮・元町方向 |
| 图例 参考文献：   |        |                         |

## 使用狀況
以下為近年11月的1日平均上下車人次列表：
| 年度   | 1日平均 上下車人員 | 參考資料 |
| ------ | ------------------ | -------- |
| 2001年 | 5,282              | [ 6 ]    |
| 2002年 | 5,608              | [ 7 ]    |
| 2003年 | 5,605              | [ 8 ]    |
| 2004年 | 5,388              | [ 9 ]    |
| 2005年 | 5,178              | [ 10 ]   |
| 2006年 | 5,620              | [ 11 ]   |
| 2007年 | 5,165              | [ 12 ]   |
| 2008年 | 5,194              | [ 13 ]   |
| 2009年 | 5,711              | [ 14 ]   |
| 2010年 | 5,602              | [ 15 ]   |
| 2011年 | 6,104              | [ 16 ]   |

## 車站周邊
車站前設有數間咖啡廳與餐廳。而車站內與站前設有商店。
- 神戶酒心館（日语：神戸酒心館）[1]
- 處女塚古墳（日语：処女塚古墳）[1]
- 神戶市立御影公會堂（日语：神戸市立御影公会堂）
- 神戶市建設局東部事務所
- 兵庫縣立御影高等學校（日语：兵庫県立御影高等学校）
- 神戶市立御影小學（日语：神戸市立御影小学校）
- 武庫山理性院
- 東明八幡神社
- 石屋川（日语：石屋川）
- 石屋川公園
- 阪神電氣鐵道石屋川車廠（日语：石屋川車庫）
- 小倉屋柳本（日语：小倉屋）總部

## 相鄰車站
阪神電氣鐵道
 本線
■■直通特急、■特急、■快速急行
通過
■普通
御影（HS 25）－石屋川（HS 26）－新在家（HS 27）

## 注腳
1. 1 2 3 4 5 6 7 8 9 10 11 12 13 14 15  . 神戶新聞綜合出版中心. 2012-12-10: 33. ISBN 9784343006745.
2. 1 2  . 神戶新聞綜合出版中心. 2010-01-17: 126–127. ISBN 978-4-343-00537-3.
3. ↑   (PDFlink) (新闻稿). 阪神電氣鐵道株式會社. 2013-04-30  [2016-04-08]. （原始内容存档 (PDF)于2019-06-17）.
4. ↑  . 讀賣新聞（大阪晨報） (讀賣新聞大阪本社). 2014-03-20: p.32.
5. ↑  . 圖説 日本之鐵道. 川島令三編著. 講談社. 2009. ISBN 978-4-06-270017-7.27頁
6. ↑  「ハンドブック阪神 2002」阪神電氣鐵道株式會社、2002年
7. ↑  「ハンドブック阪神 2003」阪神電氣鐵道株式會社、2003年
8. ↑  「ハンドブック阪神 2004」阪神電氣鐵道株式會社、2004年
9. ↑  「ハンドブック阪神 2005」阪神電氣鐵道株式會社、2005年
10. ↑  「ハンドブック阪神 2006」阪神電氣鐵道株式會社、2006年
11. ↑  「ハンドブック阪神 2007」阪神電氣鐵道株式會社、2007年
12. ↑  「ハンドブック阪神 2008」阪神電氣鐵道株式會社、2008年
13. ↑  「ハンドブック阪神 2009」阪神電氣鐵道株式會社、2009年
14. ↑  「ハンドブック阪神 2010」阪神電氣鐵道株式會社、2010年
15. ↑  「ハンドブック阪神 2011」阪神電氣鐵道株式會社、2011年
16. ↑  「ハンドブック阪神 2012」阪神電氣鐵道株式會社、2012年

## 外部連結
- 石屋川（路線圖、車站資訊） - 阪神電氣鐵道